# Kepler-75b
Kepler-75b es un planeta que orbita a la estrella Kepler-75. Fue descubierto por el método de tránsito astronómico en el año 2013. Este planeta fue descubierto con el telescopio Kepler y se confirmó con los espectrógrafos Sophie y HARPS-N. El planeta está en una órbita muy excéntrica y en el límite donde las mareas de la estrella anfitriona pueden explicar la circularización y donde los efectos de marea son insignificantes.